# Abelstok (gemaal)

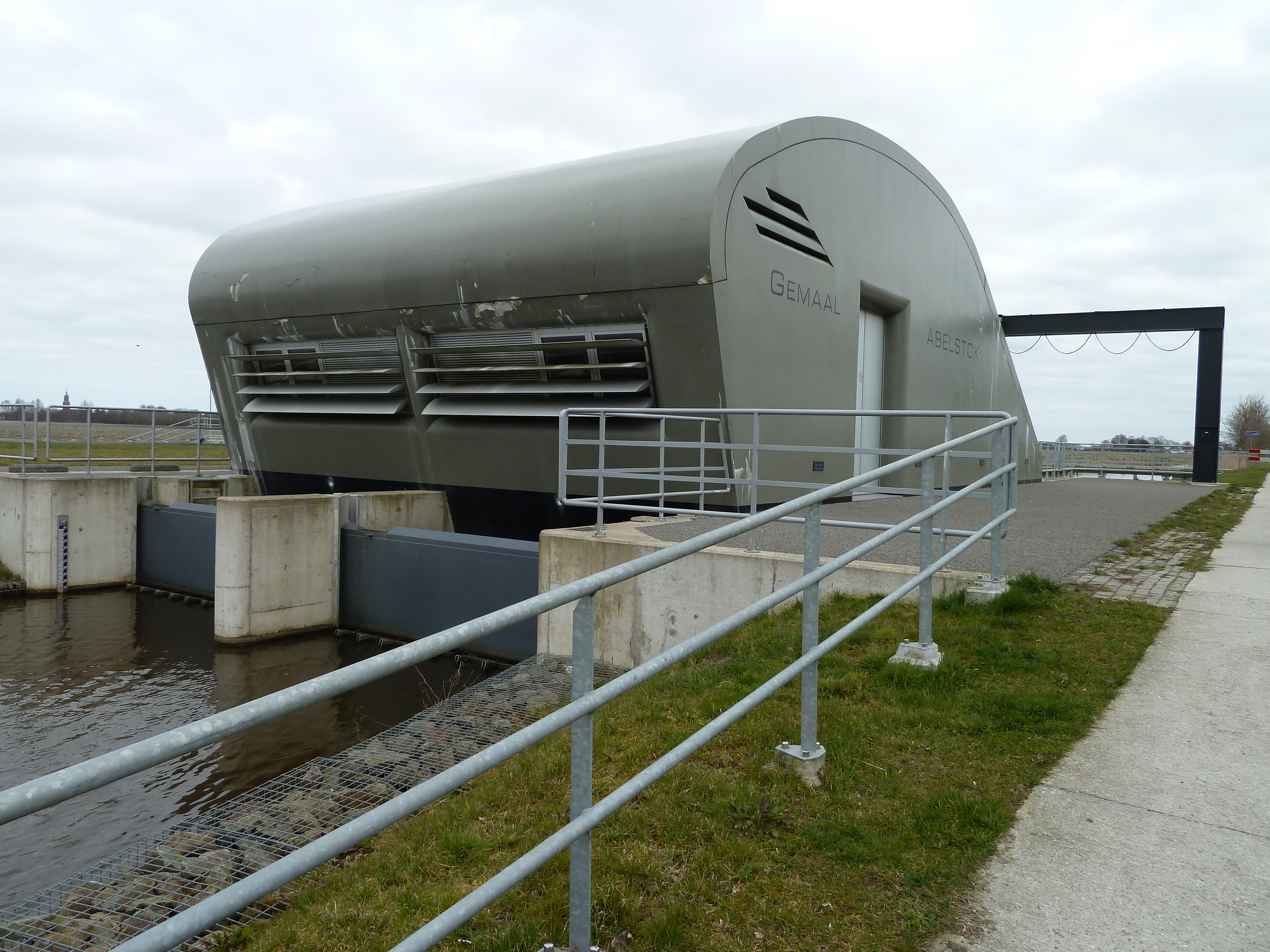
Gemaal Abelstok

Abelstok is het gemaal vlak bij de Abelstokstertil in de provincie Groningen dat als een van de drie gemalen de zogenaamde tweede schil van het door de bodemdaling door gaswinning verzakte gebied gaat bemalen.
Het gemaal staat met de gemalen Stad & Lande en Schaphalsterzijl op de rand van het verzakte gebied.
Naast het gemaal is een schutsluis aanwezig om de scheepvaart (voornamelijk pleziervaart) mogelijk te houden.
Het gemaal staat in de Hoornsevaart op de plek waar de Kromme Raken naar het zuiden aftakt.
Volgens ontwerper Tauw, gespecialiseerd in gemalen, heeft het gemaal een capaciteit van 600 kubieke meter per minuut. Twee elektrisch aangedreven vijzels zorgen dat het water naar een ander niveau wordt getild. Omdat er meerdere gemalen in serie liggen sprak men bij TAUW van een schillengemaal.